# Xã Dunham, Quận Washington, Ohio
Xã Dunham (tiếng Anh: Dunham Township) là một xã thuộc quận Washington, tiểu bang Ohio, Hoa Kỳ. Năm 2010, dân số của xã này là 2.568 người.